# ФК „Спартак“ (Варна)
ФК „Спартак 1918“ е български футболен отбор от Варна, който в момента се състезава в Efbet лига.
„Спартак“ Варна е клуб с традиции в България. Има общо 44 сезона в А група / Първа лига, което му отрежда 10 място във вечната ранглиста.

## История
ВИЗИТКА НА ФК "СПАРТАК 1918" ВАРНА
Основан: 28.08.1913 г.
Имена: „Български сокол“ (от 1918 г.),                                                                „Шипченски сокол“ (от 1924 г., след обединение с „Шипка“),                            „Спартак“ (от 1945 г., след обединение с „Левски“ и „Радецки“),                                  „ЖСК-Спартак“ (от 1969 г., след обединение с „Локомотив“),                         „Спартак“ (от 1985 г.),                                                                                          „Спартак 1918″ (от 2010 г., след обединение с „Владислав 2009″).
Цветове: синьо и бяло.
Стадион: „Спартак“ (капацитет 8000 места).
Успехи: Шампион – 1932 г.,                                                                               вицешампион – 1931, 1933 г.,                                                                                   трето място – 1929, 1955, 1983/84 г.,                                                            полуфиналист в първенството – 1945, 1946, 1948 г.,                                          финалист за националната купа – 1961, 1982/83 г.,
Участник в европейските клубни турнири: КНК – 1961/62, 1983/84 г. – осминафиналист,                                                    Интертото – 1987, 1989, 1996, 1997, 1998, 1999, 2001 г.
Участия в Държавното първенство: 9 сезона – 1929, 1931–1933, 1944–1948 г. 
Участия в А група: 44 сезона – 1950–1952, 1954–1963/64, 1965/66, 1971/72– 1973/74, 1975/76–1977/78, 1982/83–1988/89, 1992/93, 1993/94, 1995/96–2004/05, 2006/07–2008/09, 2022/23 г.
Най-много мачове в А група: Илия Кирчев – 286 (1951/66 г.).                                                                                                 Най-много мачове общо: Красимир Зафиров – 461 (1972/88 г.).                                                                                                  Най-много голове в А група: Стефан Найденов – 56 (1982/93 г.).                                                                                             Най-много голове общо: Добромир Ташков – 148 (1942/50 г.).                                                                                                                           Най-много мачове в националния тим: Живко Господинов – 39 (1982/86 г.).
Национални играчи на клуба: Живко Господинов – 39 мача / 6 гола (1982 – 1986 г.)                                                                                                                                    Сашо Борисов – 13 мача (1983 – 1984 г.)                                                                                                                                                        Илия Кирчев – 7 мача (1957 – 1963 г.)                                                                                                                                                                        Стефан Найденов – 6 мача / 1 гол (1982 – 1983 г.)                                                                                                                                         Иван Петров – 6 мача / 1 гол (1982 – 1983 г.)                                                                                                                                              Трендафил Станков – 3 мача (1950 г.), общо 17 мача / 5 гола                                                                                                                               Красимир Зафиров (вр.) – 3 мача (1978 – 1982 г.)                                                                                                                                         Проспер Менди – 3 мача (за Гвинея-Бисау – 2022 г.)                                                                                                                                     Илия Булашев – 2 мача (1934 г.)                                                                                                                                                                         Димитър Енчев – 2 мача (1976 г.), общо 3 мача                                                                                                                                            Михаил Тунчев – 1 мач (1925 г.)                                                                                                                                                                         Добромир Ташков – 1 мач (1950 г.), общо 7 мача / 1 гол                                                                                                                           Димитър Ненчев – 1 мач (1950 г.), общо 3 мача                                                                                                                                                   Асен Михайлов – 1 мач (1982 г.)                                                                                                                                                                               Иво Георгиев – 1 мач / 1 гол (1996 г.)                                                                                                                                                              Радостин Станев (вр.) – 1 мач (1997 г.)                                                                                                                                                                        Диян Дончев – 1 мач (2000 г.)                                                                                                                                                                        Валерийс Ивановс – 1 мач (за Латвия – 2001 г.), общо 69 мача / 1 гол                                                                                                           Ивей Ромееш – 1 мач (за Панама – 2022 г.), общо 2 мача                                                                                                                                     Иван Йорданов – 1 мач (2023 г.), общо 4 мача
С най-много мачове за клуба в А група / Първа лига:                                                                                                                                            Илия Кирчев – 286 (1951/66)                                                                                                                                                                        Николай Станчев – 247 (1995/07)                                                                                                                                                                Красимир Зафиров (вр.) – 227 (1972/88)                                                                                                                                                                      Бисер Димитров – 224 (1955/64)                                                                                                                                                                                      Благой Янев – 217 (1954/64)                                                                                                                                                                                    Кирил Пандов – 207(1950/61)                                                                                                                                                                                            Христо Вълчанов (вр.) – 206 (1954/66)                                                                                                                                                                               Стефан Найденов – 193 (1982/93)                                                                                                                                                                               Енчо Недев – 190 (1971/83)                                                                                                                                                                                       Пламен Казаков – 186 (1982/89)
С най-много голове за клуба в А група / Първа лига:                                                                                                                                    Стефан Найденов – 56 (1982/93)                                                                                                                                                                           Христо Николов – 48 (1958/66)                                                                                                                                                                        Валентин Станчев – 48 (1995/03)                                                                                                                                                                           Георги Арнаудов – 42 (1950/61)                                                                                                                                                                                Живко Господинов – 41 (1975/89)                                                                                                                                                                  Пламен Казаков – 39 (1982/89)                                                                                                                                                                            Стефан Стефанов – 31 (1958/64)                                                                                                                                                                            Иван Петров – 30 (1975/86)                                                                                                                                                                                  Иван Филипов – 29 (1956/66)                                                                                                                                                                            Герасим Калугеров – 27 (1957/66)                                                                                                                                                                                Иво Георгиев – 27 (1995/98)
За сезон 2023/2024 в представителния отбор на „Спартак“ също има изявени футболисти, обличали националната фланелка в различни периоди от своята кариера. Мачове за представителния отбор на България имат Георги Георгиев, Александър Цветков и Атанас Зехиров, а Ивей Ромееш за родината си Панама.
За младежкия национален отбор на България мачове са записвали юношата на „Спартак“ Велислав Боев, както и Ангел Грънчов, Никола Виденов и Йоан Бауренски.
КРАТКА ИСТОРИЯ НА ФК „СПАРТАК 1918″ ВАРНА
1918 г. – Клубът е основан под името „Български сокол“.
На 28.08.1918 г. е учредителното събрание, на което малкият Милан Георгиев вдига в ръка перо от сокол, което намерил по пътя за събранието и предлага името да бъде „Сокол“. За първи председател е избран Нягол Колев. Приема се и Устав на клуба. По-късно, за да може да се регистрира, е взето решение клубът да носи името „Български сокол“, защото по същото време във Варна има ловно дружество „Сокол“. Цветовете на футболния екип са синьо и бяло. В първия футболен състав на клуба са: вратарят Димитър Стаматов – Хаяра, защитниците Иван Петров, Георги Георгиев – Гунчо, халфовете Никола Ковачев, Янко Марков, Ради Марков (капитан), Димитър Чафкаров и нападателите Антон Костов, Нягол Колев, Георги Вълчев – Норгото, Кирил Мирчев – Дудула, Михаил Тунчев и Георги Станев.
1924 г. – „Български сокол“ се обединява с „Шипка“ (основан 1920 г.), под името „Шипченски сокол“.
1929 г. – „Шипченски сокол“ се класира трети в държавното първенство. В мача за излъчване на финалиста, варненци губят от „Ботев“ (Пд) с 1:3 като гост и остават на трето място, след шампиона „Ботев“ (Пд) и „Левски“ (Сф).
1931 г. – „Шипченски сокол“ става вицешампион. Отборът достига до финала на държавното първенство в София срещу столичния „АС-23″. 17 минути преди края на мача, варненци водят с 2:1. Тогава играч на столичани чупи крака на техния съотборник Георги Пармаков. От „Шипченски сокол“ отказват да доиграят срещата, ако съдията не отстрани виновника. Това обаче не става и двубоят е прекратен. Присъдена е служебна победа с 3:0 за „АС-23″, но купата не се връчва. Така „Шипченски сокол“, без да бъде победен, остава на второ място.
1932 г. – „Шипченски сокол“ печели шампионската титла. На финала на държавното първенство в София, варненци побеждават „Славия“ (Сф) с 2:1 след продължения и стават държавни първенци и носители на Царската купа. Головете за победителите вкарват Иван Найденов – Найденката и Илия Булашев. Съставът на „Шипченски сокол“, който извоюва този голям успех е: Здравко Янакиев, Георги Апостолов – Лапната, Иван Георгиев – Шико, Борис Нейков (капитан), Владимир Капзамалов, Стоян Танев – Теньо, Райко Димов, Александър Коев – Железния, Илия Булашев, Иван Найденов – Найденката и Руси Булашев.
1933 г. – „Шипченски сокол“ става вицешампион. Отборът отново достига до финала на държавното първенство. В София варненци отстъпват на столичния „Левски“ с 1:3 и остават на второ място. „Шипченски сокол“ става първият отбор в страната, който в 3 поредни години играе на финала в първенството.
1945 г. – „Шипченски сокол“ се обединява с „Левски“ (основан 1926 г., след обединението на „Юпитер“ – основан 1919 г. и „Атлант“ – основан 1920 г.) и с „Радецки“ (основан 1926 г.), под името „Спартак“ на 18 Октомври 1945.
Същата година „Спартак“ е полуфиналист в държавното първенство.
1946 г. – „Спартак“ е полуфиналист в държавното първенство.
Същата година нападателят на „Спартак“ Борис Парушев – Борлето е включен в националния отбор за Балканското първенство в Албания.
1947 г. – Нападателят Тома Захариев е включен в националния отбор за Балканското първенство.
1948 г. – „Спартак“ е полуфиналист в държавното първенство.
1955 г. – „Спартак“ се класира на трето място в първенството. В решителния последен мач, варненци побеждават „Ударник“ (Сф) с 2:1 като гост и се нареждат след шампиона ЦДНА (Сф) и „Ударник“ (Сф).
1956 г. – Централният защитник на „Спартак“ Илия Кирчев е включен в националния отбор за олимпийските игри в Мелбърн. На олимпиадата тимът на България се класира на трето място и печели бронзовите медали.
1958 г. – Нападателят на „Спартак“ Георги Арнаудов – Алаха става голмайстор на първенството за 1958 г. с 9 гола. Толкова има и Добромир Ташков от „Славия“ (Сф), който е бивш футболист на „Спартак“.
1960 г. – Нападателят на „Спартак“ Любен Костов става голмайстор на първенството за 1959/60 г. с 12 гола. Толкова има и Д. Йорданов от „Левски“ (Сф).
1961 г. – „Спартак“ е финалист за националната купа. На четвъртфинала варненци отстраняват „Левски“ (Сф) с 1:0 като гост, а на полуфинала – „Ботев“ (Пд) с 2:1 като домакин. Финалът в София обаче е загубен от ЦДНА (Сф) с 0:3.
Същата година „Спартак“ участва в турнира за КНК и става първият български отбор за КНК и втори (след ЦСКА), представял България в европейските клубни турнири. Варненци отпадат в първия кръг от класния тим на „Рапид“ – Виена (който предния сезон е полуфиналист за КЕШ), след сензационно равенство – 0:0 като гост и загуба с 2:5 във Варна.
1969 г. – „Спартак“ се обединява с „Локомотив“ (основан 1936 г. като ЖСК), под името „ЖСК-Спартак“.
1976 г. – Вратарят Красимир Зафиров е включен в националния отбор за Балканското първенство, а тогава България става Балкански шампион.
1982 г. – От сезон 1982/83 г. футболният отбор започва да играе редовно домакинските си мачове в А група на стадион „Спартак“. Преди това клубът използва последователно градските стадиони „Колодрума“ и „Юрий Гагарин“.
1983 г. – „ЖСК-Спартак“ е финалист за националната купа. На полуфинала варненци отстраняват „Левски“ (Сф) с 1:0 на неутрален терен в Казанлък. Финалът в Пловдив обаче е загубен от ЦСКА (Сф) с 0:4.
Същата година „ЖСК-Спартак“ достига до осминафинал в турнира за КНК. В първия кръг, варненци отстраняват турския „Мерсин“, след 0:0 като гост и победа с 1:0 във Варна. На осминафинала „ЖСК-Спартак“ се изправя срещу английския гранд „Манчестър Юнайтед“ и се представя достойно. Във Варна спартаковци отстъпват минимално – 1:2, c гол на Румен Димов, а на стадион „Олд Трафорд“ в Манчестър резултатът е 0:2.
1984 г. – „ЖСК-Спартак“ се класира на трето място в първенството след „Левски“ (Сф) и ЦСКА (Сф). БФС обаче безпрецедентно отнема бронзовите медали, точно преди официалното награждаване на отбора, на националния стадион „Васил Левски“, защото участва в предварително организирана подмолна машинация в полза на „Сливен“. След като приключва първенството, при много съмнителни обстоятелства, БФС присъжда служебна победа и 2 точки на „Сливен“, който по този начин измества варненци от третото място. 16 години по-късно, „ЖСК-Спартак“ получава възмездие, когато БФС справедливо възстановява третото място и връчва бронзовите медали.
Същата година вратарят на „ЖСК-Спартак“ Красимир Зафиров е определен за най-добър вратар на първенството за 1983/84 г.
1985 г. – Футболът се отделя от другите спортове на дружество „ЖСК-Спартак“ и се обособява футболен клуб „Спартак“.
1986 г. – Вратарят на „Спартак“ Красимир Зафиров за втори път е определен за най-добър вратар на първенството за 1985/86 г.
Същата година нападателят на „Спартак“ Живко Господинов е включен в националния отбор за световното първенство в Мексико, където България за първи път се класира на осминафинал. Там той участва в 3 мача и става първият футболист от варненски клуб играл на световни финали. На световното първенство в Мексико участва и Пламен Гетов, който също е възпитаник на спартаковската футболна школа, но там играе от името на „Спартак“ – Плевен.
1996 г. – Нападателят на „Спартак“ Иво Георгиев става голмайстор на първенството за 1995/96 г. с 21 гола.
Същата година той е включен в националния отбор за европейското първенство в Англия.
2000 г. – БФС официално възстановява спечеленото трето място на „Спартак“ от 1984 г., а на специална церемония са връчени заслужените бронзови медали на отбора.
2010 г. – „Спартак“ се преименува на „Спартак 1918″ и се обединява с „Владислав“ (основан 2009 г.), под името „Спартак 1918″.
2017 г. – „Спартак 1918″ се обединява с алтернативния „Спартак Варна“ (основан 2015 г.), отново под името „Спартак 1918″.

## Успехи
- Шампион с Царската купа – 1932 г. /като Шипченски сокол/
- Вицешампион 1931, 1933 г. /като Шипченски сокол/
- Трето място в първенството –1929, 1955, 1984 г.
- Полуфиналист в първенството – 1945, 1946, 1948 г.
- Финалист за националната купа – 1961, 1983 г.

## Състав 2025/2026
Към 7 август 2025 г.

## С най-много мачове и голове в А група
| №  | Име              | Мачове |
| -- | ---------------- | ------ |
| 1  | Илия Кирчев      | 286    |
| 2  | Николай Станчев  | 247    |
| 3  | Красимир Зафиров | 227    |
| 4  | Бисер Димитров   | 224    |
| 5  | Благой Янев      | 217    |
| 6  | Кирил Пандов     | 207    |
| 7  | Христо Вълчанов  | 206    |
| 8  | Стефан Найденов  | 193    |
| 9  | Енчо Недев       | 190    |
| 10 | Пламен Казаков   | 186    |

| №  | Име               | Голове |
| -- | ----------------- | ------ |
| 1  | Стефан Найденов   | 56     |
| 2  | Христо Николов    | 48     |
| -  | Валентин Станчев  | 48     |
| 4  | Георги Арнаудов   | 42     |
| 5  | Живко Господинов  | 41     |
| 6  | Пламен Казаков    | 39     |
| 7  | Стефан Стефанов   | 31     |
| 8  | Иван Петров       | 30     |
| 9  | Иван Филипов      | 29     |
| 10 | Герасим Калугеров | 27     |
| -  | Иво Георгиев      | 27     |